# Swochowo (Redzikowo)
Swochowo (deutsch Schwuchow) ist ein Dorf in der Nähe der Stadt Słupsk (Stolp) in der polnischen Woiwodschaft Pommern.

## Geographische Lage
Swochowo liegt in Hinterpommern, etwa fünf Kilometer nordnordöstlich von Słupsk und zwei Kilometer südwestlich des Dorfs Lubuczewo (Lübzow), am Rande des breiten Urstromtals der Słupia (Stolpe).

## Geschichte
Das Dorf zeigt die historische Dorfform eines Angerdorfes. Das ehemalige Rittergut Schwuchow war in älterer Zeit ein Lehen der Familie Mitzlaff.  Leopold Wilhelm von Mitzlaff verkauft es 1780 an den preußischen Oberstleutnant Karl Sigismund von Pirch.
Um 1784 gab es in Schwuchow ein großes und ein kleines Vorwerk, einen Kossäten, einen Schulmeister, auf der Feldmark des Dorfs das Vorwerk Seddin, bei dem sich zwei Kossäten und ein Büdner befanden, einen Gasthof, Uhlenkrug genannt, und insgesamt zwanzig Haushaltungen. 1804 war das Gut im Besitz der Familie Stojentin.
1830 erwarb Henriette Seyffert, eine Tochter des Stolper Bürgermeisters Arnold Seyffert, das Gut mit dem Vorwerk Seddin. Durch die Ehe ihrer Tochter Dorothea mit dem Komponisten und Pianisten Wilhelm Steifensand (1812–1882) kamen beide Anwesen in dessen Familie. Wilhelm Steifensand bewirtschaftete ab 1856 das Vorwerk Seddin. Sein Sohn Georg Steifensand übernahm 1875 Schwuchow von seiner Großmutter Henriette Seyffert und 1883 Seddin von seiner verwitweten Mutter. Dessen Sohn Friedrich Steifensand, Mitbegründer der Ostpommerschen Fahrzeug- und Industrie-Aktiengesellschaft in Stolp, war ab 1926 der letzte Besitzer des Gutes Schwuchow.
Vor 1945 gehörte Schwuchow zur Landgemeinde Schmaatz im Landkreis Stolp, Regierungsbezirk Köslin, der preußischen Provinz Pommern.
Schwuchow wurde gegen Ende des Zweiten Weltkriegs am 8. März 1945 von der Roten Armee besetzt und bald darauf zusammen mit ganz Hinterpommern unter polnische Verwaltung gestellt. Im Juni 1945 kamen die ersten Polen in das Dorf. Die Dorfbewohner wurden vertrieben. Schwuchow wurde in Swochowo umbenannt.
Im Jahr 2008 hatte das Dorf 106 Einwohner.

## Söhne und Töchter des Ortes
- Franz Gustav von Mitzlaff (1707–1789), preußischer Generalmajor und Chef eines Dragonerregiments